# Lothar de Maizière
Lothar de Maizière (Nordhausen, 2 marzo 1940) è un avvocato, musicista ed ex politico tedesco.
È stato membro dell'Unione Cristiano-Democratica della Germania Est e ultimo presidente del Consiglio dei ministri della Repubblica Democratica Tedesca, dal 12 aprile 1990 al 2 ottobre 1990. Nell'autunno 1990 è diventato membro del governo di Kohl come ministro federale per compiti speciali Germania Est. Da Premier ha condotto le trattative con Helmut Kohl per arrivare rapidamente alla riunificazione tedesca, che culminarono nella firma del Trattato sullo stato finale della Germania.
A seguito dell'apertura del governo alla società civile, è stato ministro senza portafoglio (con delega alle confessioni religiose) nel breve esecutivo guidato da Hans Modrow.
Nel marzo 1990, a seguito delle prime elezioni libere, è eletto deputato alla Camera del popolo come membro della CDU. Il 12 aprile 1990 succede a Modrow come presidente del Consiglio dei ministri, ed è l'ultimo a ricoprire tale incarico.
Il 17 dicembre 1990 si dimise dalla carica di ministro federale per compiti speciali per l'ex Germania Est a causa di voci di passate collaborazioni con la Stasi.

## Biografia
De Maizière è nato a Nordhausen, in Turingia, dall'avvocato Clemens de Maizière (1906-1980) e di Christine Rathje (1910–1981), figlia del giornalista e politico Johannes Rathje. Di professione avvocato, ha frequentato l'antico Berlinisches Gymnasium zum Grauen Kloster, dove è stato uno degli ultimi allievi prima che la scuola chiudesse nel 1958. Ha poi studiato viola alla Hanns Eisler College of Music a Berlino Est dal 1959 al 1965. Ha suonato nella Berlin Symphony Orchestra prima di intraprendere gli studi di giurisprudenza alla Università Humboldt di Berlino dal 1969 al 1975.

### Famiglia
De Maizière appartiene ad una famiglia di origini francesi aristocratiche ed ugonotte, originaria del paese di Maizières-lès-Metz, presso Metz in Lorena, del quale erano balivi nel medioevo e dal quale prendono il nome. La famiglia, in seguito alla revoca dell'editto di Nantes da parte di Luigi XIV, si trasferì nel XVII secolo in Brandenburgo, dove avevano esercitato per alcuni anni pratiche amministrative alla corte degli Hohenzollern e avevano potuto trattenere il titolo nominale ed ereditario di balivo (Balif).
Da parte di suo padre, suo zio Ulrich de Maizière era ispettore generale della Bundeswehr (le forze armate tedesche occidentali). È anche cugino di Thomas de Maizière, politico della CDU e più volte ministro dei governi guidati da Angela Merkel.

## Carriera politica

### Nella Repubblica Democratica Tedesca

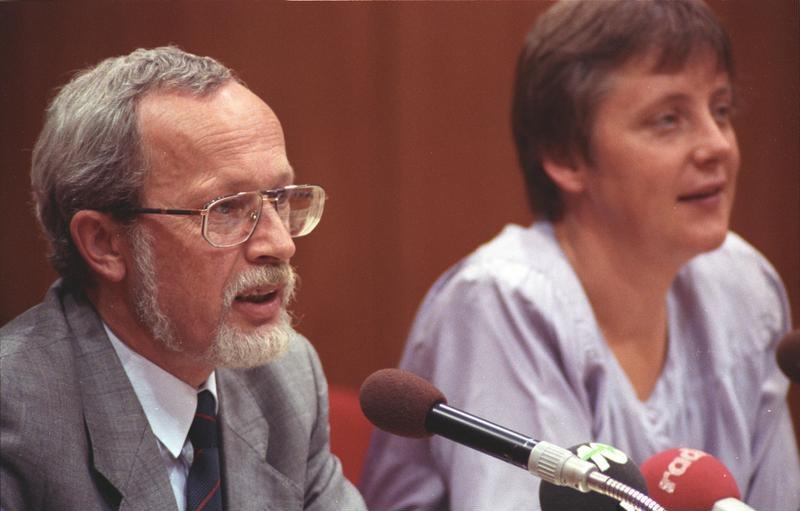
Lothar de Maizière nel 1990 assieme a Angela Merkel

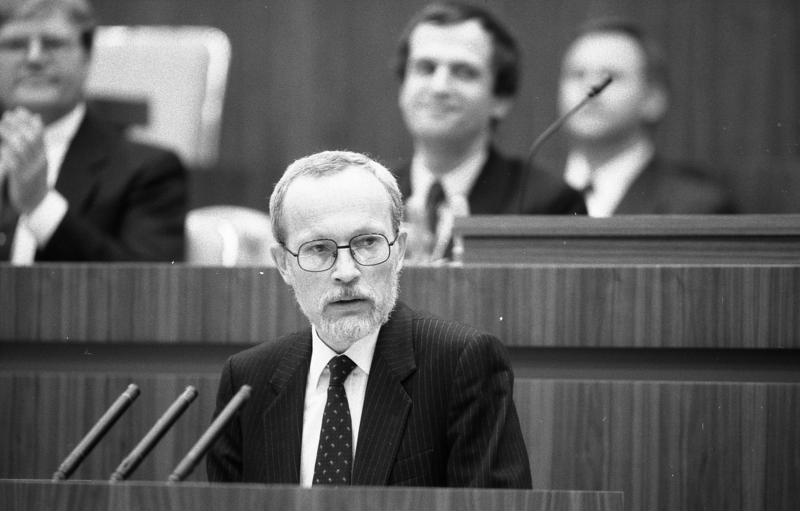
Lothar de Maizière nel 1990 alla Camera del popolo come Presidente del Consiglio

Membro di lunga data dell'Unione Cristiano-Democratica della Germania Est, de Maizière ha contribuito a spodestare la leadership filo-comunista del partito dopo la caduta del muro di Berlino. È stato eletto presidente del partito nel mese di dicembre. Nella prima e, come si è scoperto, solo con le elezioni libere tenutesi in Germania Est, de Maizière è stato eletto alla Camera del popolo. Un mese più tardi, ha succeduto Hans Modrow come Premier, mantenendo questa posizione dal 12 aprile fino al 2 ottobre 1990. Ha corso su una piattaforma di rapida riunificazione con la Repubblica Federale Tedesca (1949-1990). Come premier, de Maizière ha firmato il Trattato sullo stato finale della Germania (il cosiddetto "trattato 2 + 4"), che si è concluso con i diritti e le responsabilità dei quattro poteri in tempo di guerra, alleati a Berlino e in Germania, e che ha preceduto la riunificazione tedesca. Il trattato ebbe come condizione la firma dai quattro alleati e le due Germanie, ma ratificato solo dalla nuova Germania riunificata e gli alleati. Conformemente a tale trattato, la Germania Est ha cessato di esistere il 3 ottobre, e il suo territorio si riunì con la Repubblica federale.

### Nella Germania riunificata
Dopo la riunificazione tedesca, è stato nominato ministro per compiti speciali del governo CDU di Helmut Kohl, fino alle sue dimissioni il 17 dicembre 1990 tra le voci che aveva lavorato per la Stasi nella Germania Est.

## Opere
- Anwalt der Einheit. Ein Gespräch mit Christine de Mazières. Argon Verlag, Berlin 1996, ISBN 3-87024-792-4.
- Unter Mitarbeit von Volker Resing: „Ich will, dass meine Kinder nicht mehr lügen müssen“. Meine Geschichte der deutschen Einheit. 2. Aufl., Herder Verlag, Freiburg 2010, ISBN 978-3-451-30355-5.
- Ist zusammen gewachsen, was zusammen gehört? In: Anwaltsblatt (Berlin) Jahrg. 53, Oktober 2003, S. 568–571.